# 浸水 (彰化縣)
浸水，是臺灣彰化縣埔鹽鄉的一個傳統地域名稱，位於該鄉西南部。相較於今日行政區，其範圍大致包括新水村與太平村。

## 歷史
台灣清治末期至日治初期，浸水地區為一街庄，稱為「浸水庄」，隸屬於二林上堡。該庄北與牛埔厝庄為鄰，東北及東與南勢埔庄、三省庄為鄰，南邊為田中央庄、挖仔庄，西邊為萬興庄、石埤腳庄。
1901年（日治明治三十四年）11月，該庄隸屬於彰化廳。1909年（明治四十二年）10月，改隸屬於臺中廳。1920年（大正九年），該庄改制為「浸水」大字，隸屬於臺中州員林郡埔鹽庄，大字下有「浸水」、「林鼎金」小字名。
戰後埔鹽庄改制為埔鹽鄉，隸屬於彰化縣，大字亦改制為村。

## 交通
縣道135甲線（番金路）是埔鹽盧厝至溪湖鹿島橋的道路，大致以北北西—南南東走向轉縱向蜿蜒經過浸水地區中部及東南部，往西北轉北可前往牛埔厝東北部邊界處與縣道135號交會，往南轉東南可前往溪湖市區南邊的新厝巷與省道台19線交會。

## 事件
- 施九緞事件

## 學校
- 新水國小